# دانشکده داروسازی البرز
دانشکده داروسازی دانشگاه علوم پزشکی البرز یکی از دانشکده‌های داروسازی ایران وابسته به دانشگاه علوم پزشکی البرز در کرج است.

## تاریخچه
دانشکده داروسازی البرز در سال ۱۳۹۵ بنیانگذاری شد. هم‌اکنون ریاست این دانشکده را دکتر امیر بقایی برعهده دارد.